# Dry (romanzo)
Dry è un romanzo autobiografico di Augusten Burroughs del 2003.
È il seguito ideale del precedente Correndo con le forbici in mano del 2002.

## Trama
In Dry ritroviamo Augusten, ormai venticinquenne, ricco pubblicitario di successo a Manhattan ma con una vita sociale e personale segnata da alcool, droga e promiscuità. Tra disintossicazioni e ricadute, entusiasmi e delusioni, amori e amicizie, l'autore ci guida con il suo abituale stile cinico, divertente e a tratti commovente attraverso i mesi più difficili della sua vita.

## Edizioni
- Augusten Burroughs, Dry, traduzione di Annamaria Raffo, Alet, 2003,  p. 299, ISBN 88-7520-013-0.